# 프랑크 슈테블러
프랑크 슈테블러(독일어: Frank Stäbler, 1989년 6월 27일~)는 독일의 레슬링 선수이다. 올림픽에 3회 참가했고 2020년 하계 올림픽에서 남자 그레코로만형 라이트급 동메달을 획득했다. 또한 세계 선수권 대회에서 3회 우승, 유럽 레슬링 선수권 대회에서 2회 우승을 달성했다.